# Urbario della Parrocchiale di Bolzano

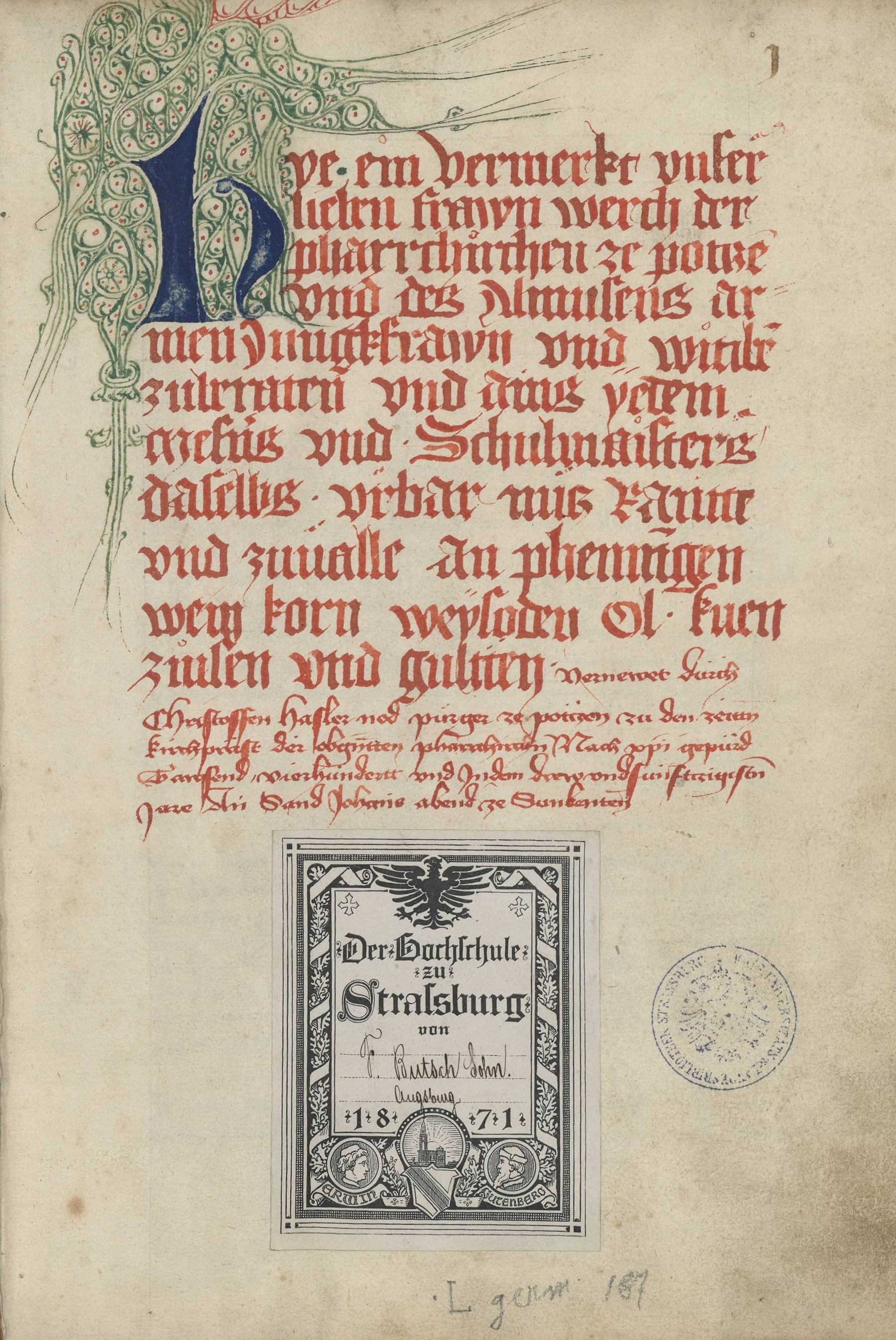
Il frontespizio dell'Urbario della Parrocchiale di Bolzano, conservato presso la Biblioteca nazionale e universitaria di Strasburgo

L'Urbario della Parrocchiale di Bolzano (in tedesco Urbar und Rechtsbuch der Marienpfarrkirche Bozen) è un cartulario e liber iurium della seconda metà del Quattrocento relativo alla chiesa principale di Bolzano, redatto dal notaio civico e borgomastro Christof Hasler il Giovane dal 1453 al 1460 e conservato presso la Biblioteca nazionale e universitaria di Strasburgo, alla quale giunse come donazione nel 1871, con la segnatura Manuscrit nr. 2111, allemands 187.
Il codice, scritto in lingua alto-tedesca protomoderna, è composto da 143 fogli. Esso comprende, oltre all'elenco delle entrate provenienti dalle ampie proprietà della chiesa parrocchiale a Bolzano e nei dintorni, diversi atti normativi, tra cui il più antico regolamento scolastico bolzanino del 1424, copie dell'ordinamento territoriale tirolese del 1404 e del 1451, il privilegio comunale di re Federico III d'Asburgo del 1442, gli statuti per i sacerdoti e sacrestani, gli obblighi del parroco, il regolamento delle processioni e delle celebrazioni natalizie nonché delle messe e degli anniversari liturgici. 